# آجیل مزرعه
آجیل مزرعه (نام علمی: Neslia paniculata) نام یک گونه از تیره شب‌بویان است.